# Отто-Генріх Дрекслер
О́тто-Ге́нріх Дре́кслер (нім. Otto-Heinrich Drechsler, 1 квітня 1895, Любц — 5 травня 1945, Любек) — відомий німецький зубний лікар, нацистський політик, бургомістр міста Любек (1933—1937),  генеральний комісар Латвії у райхскомісаріаті Остланд.

## Короткий життєпис
Здобув вищу освіту за спеціальністю стоматолог і науковий ступінь доктора медицини. Брав участь у Першій світовій війні. У серпні 1916 у битві на Соммі вперше призначається ротним. У 1925 році вступив у НСДАП, служив оберштаффельфюрером у моторизованих частинах СА. З 1 серпня 1932 р. по 31 травня 1933 — заступник гауляйтера гау Мекленбург-Любек. Після приходу НСДАП до влади в 1933 р. призначається бургомістром Любека, також був президентом Сенату Вільного міста Любек і прусським державним радником. Входив до складу Спостережної ради Hochfenwerkes Lübeck AG.
З 1 квітня 1937 — обер-бургомістр Любека.
З 25 липня 1941 до 28 липня 1944 р. був генеральним комісаром Генеральної округи Латвія, відав концентраційними таборами в Латвії.
Наприкінці війни заарештований британськими військами після зайняття ними Любека. 5 травня 1945 р. покінчив життя самогубством.

## Звання
- Штандартенфюрер СА (1934)
- Оберфюрер СА (1936)
- Бригадефюрер СА (1942)

## Нагороди

### Перша світова війна
- Залізний хрест 2-го і 1-го класу (Прусське королівство)
- Хрест Ернста-Августа 2-го і 1-го класу (Ганноверське королівство)
- Військовий хрест Фрідріха-Августа (Ольденбург) 2-го і 1-го класу
- Золота медаль «За військові заслуги» (Вюртемберзьке королівство)
- Нагрудний знак «За поранення» в сріблі (Прусське королівство)

### Міжвоєнний період
- Генеральний знак гау 1925
- Золотий партійний знак НСДАП
- Почесний хрест ветерана війни з мечами
- Почесна пов'язка СА
- Медаль «За вислугу років у НСДАП»
- Медаль «У пам'ять 1 жовтня 1938»

## Галерея

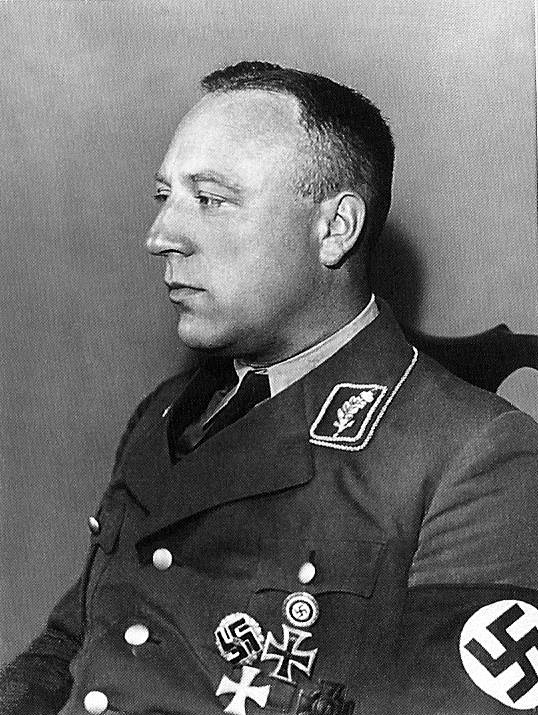
Бургомістр Любека Отто Дрекслер (1937).
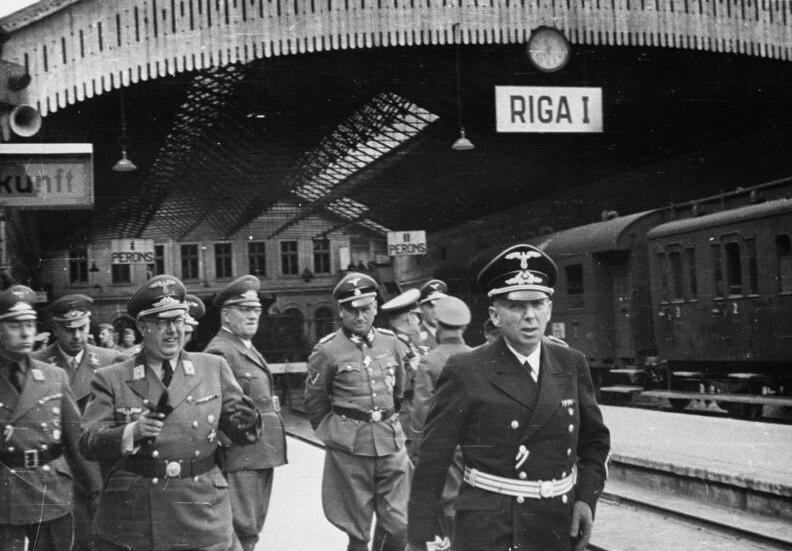
Отто-Генріх Дрекслер (крайній ліворуч) з групою офіцерів на Ризькому вокзалі.
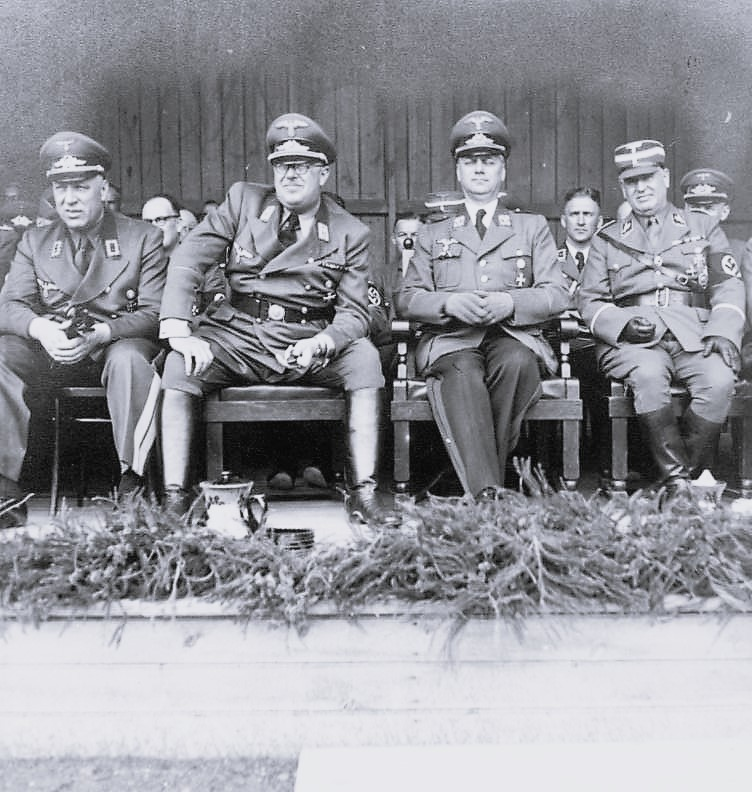
Генеральний комісар Латвії Отто-Генріх Дрекслер (крайній ліворуч), райхскомісар Остланду Гінріх Лозе, райхсміністр окупованих східних територій Альфред Розенберг, ґебітскомісар Земгальської округи Вальтер-Ебергард фон Медем. 1942 рік, Латвія